# Schlacht an der Marne (1918)
Die Zweite Schlacht an der Marne war eine entscheidende Schlacht an der Westfront des Ersten Weltkriegs und fand vom 15. Juli bis zum 6. August 1918 statt. Eine eingeleitete deutsche Offensive an der Marne beiderseits von Reims wurde unter schweren Verlusten von den Alliierten abgeschlagen. Die deutschen Truppen wurden durch eine am 18. Juli beginnende alliierte Gegenoffensive bis Anfang August auf die Linie vor der Frühjahrsoffensive zurückgeworfen.

## Vorgeschichte

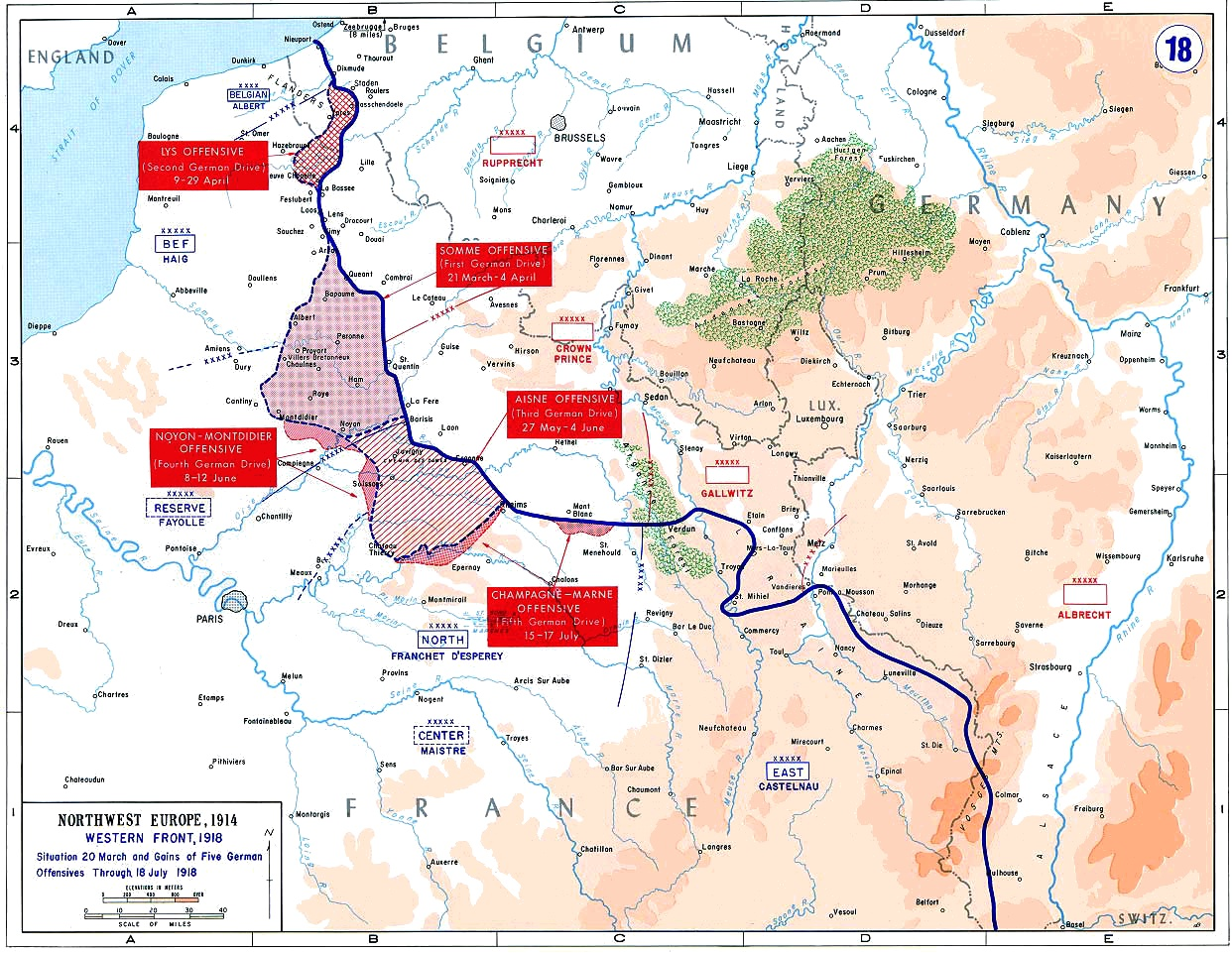
Deutsche Offensiven an der Westfront 1918

Während der Dritten Schlacht an der Aisne hatte die deutsche 7. Armee im Juni 1918 zwischen Reims und Soissons einen großen Frontvorsprung geschaffen und erneut (wie im September 1914) die Marne erreicht. Am 25. Juni hatte eine Marines-Brigade der 2. US Infanterie-Division den Bois de Belleau unter schweren Verlusten genommen und weitere deutsche Vorstöße über die Marne eingedämmt.
Die deutsche Oberste Heeresleitung unter Erich Ludendorff plante dennoch einen weiteren Angriff mit dem Ziel, die stark befestigte Stadt Reims einzuschließen und die französische Armee an dieser Stelle zu binden. Freiwerdende Truppen sollten dann eine erneute Aufnahme der Offensive gegen die Briten in Flandern ermöglichen.
Nachdem die im Marnebogen liegende deutsche 7. Armee mit einer Verstärkung durch frische Divisionen für ihre Westfront nicht mehr rechnen konnte, da alle Reserven für den neu geplanten „Reims-Marneschutz Angriff“ benötigt wurden, sah sich Generaloberst von Boehn gezwungen, seine Kampfführung zwischen Oise und Marne ungünstig zu ändern. Er befahl seine zwischen der Oise und dem Ourcq eingesetzten Gruppen François (Gen. Kdo. VII. Armee-Korps), Staabs (Gen.Kdo. XXXIX. Reserve-Korps) und Watter (Gen. Kdo. XIII. Armee-Korps) im Falle eines vorzeitig erkannten gegnerischen Angriffes, rechtzeitig auszuweichen und Gelände freiwillig aufzugeben um die eigenen Mannschaftsverluste zu vermindern.

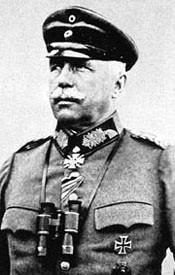
General der Infanterie Johannes von Eben

Nachdem sich Boehns Aufmerksamkeit wegen des neuen Angriffes auf seiner Südfront an der Marne konzentrieren musste, wurden ihm am 5. Juli die Führung seiner zwischen der Oise und dem Ourcq stehenden drei Korpsgruppen abgenommen. Die im Raum westlich Soissons, zwischen Oise und Marne liegenden Korps wurden zu der neuformierten 9. Armee vereinigt und General der Infanterie Johannes von Eben mit deren Oberbefehl betraut. Die Hauptaufgabe der 9. Armee bestand darin, die Verbindungen zwischen der 18. und 7. Armee sicherzustellen und den Verkehrsknoten Soissons vor gegnerischen Angriffen zu decken.
Am 6. Juli nahm der alliierte Oberbefehlshaber Ferdinand Foch seine Angriffe wieder auf. Ein heftiger Vorstoß traf dabei die 201. Infanterie-Division westlich von Chateau-Thierry; dabei ging einiges Gelände zwischen der Höhe und der Stadt verloren. Am 8. Juli griffen die Franzosen auch den linken Flügel der 42. Division sowie den rechten Abschnitt der 14. Reserve-Division an.
Während all dieser taktischen Gegenstöße bereitete Foch eine neue Gegenoffensive durch vier französische Armeen (durch fünf US-amerikanische Divisionen verstärkt) gegen den deutschen Frontvorsprung vor. Der dafür nötige Aufmarsch zwischen Aisne und Ourcq wurde erst am 16. und 17. Juli abgeschlossen. Zusätzliche starke Kräfteansammlungen im Walde von Villers-Cotterets wurden von der deutschen Führung nicht rechtzeitig erkannt.

## Verlauf

### Unternehmen Marneschutz-Reims

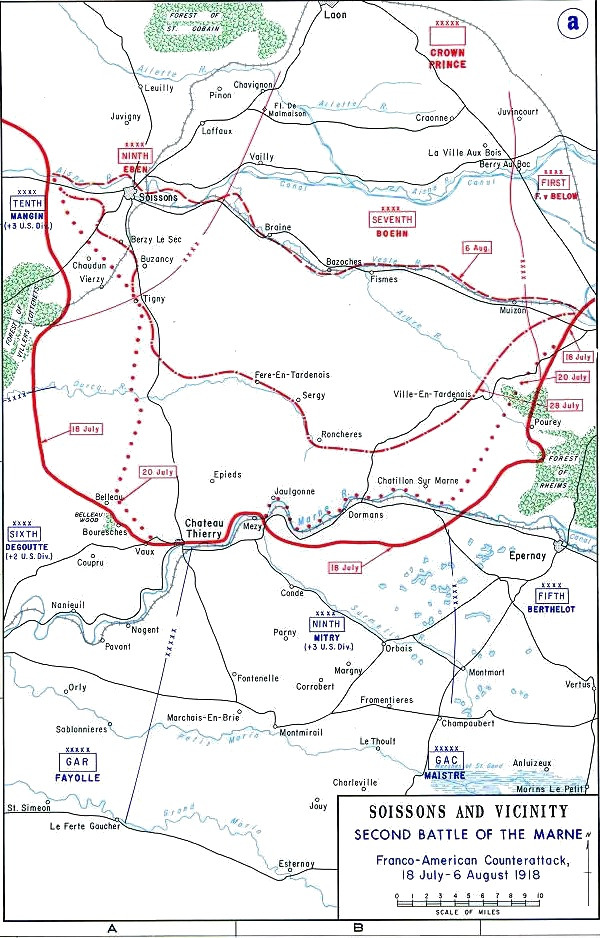
Übersichtsskizze zur zweiten Marneschlacht

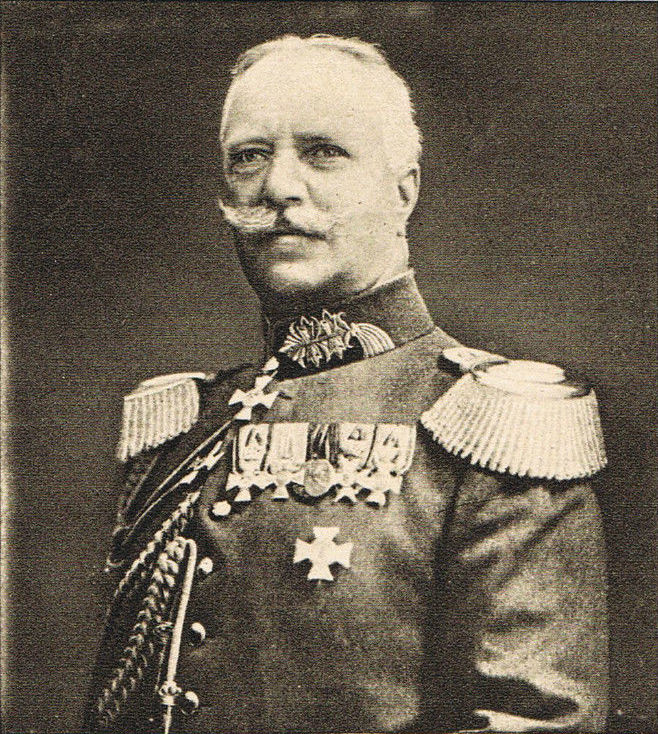
General Richard von Conta, Kommandeur des IV. Reserve-Korps

Am 15. Juli begann um 4:40 Uhr morgens unter den Decknamen Marneschutz-Reims der Angriff von 26 Divisionen der deutschen 1. und 3. Armee gegen die französische 4. Armee östlich von Reims sowie von 21 Divisionen der deutschen 7. Armee gegen die französische 6. Armee westlich der Stadt und an der Marne. Ohne die defensiv verbleibende 9. Armee waren insgesamt 47 Divisionen bereitgestellt worden, etwa 2100 Batterien (davon 1300 mittlere und schwere, zusammen 6.353 Geschütze) unterstützten den auf fast 120 Kilometer Front angesetzten Angriff. Im westlichen Angriffsfeld sollte die 7. Armee die Marne bei Dormans und Chateau Thierry überschreiten und auf 50 Kilometer Breite beiderseits der Marne auf Epernay vorgehen.
Der Angriff der 7. Armee hatte mit der Mitte den Marne-Abschnitt zwischen Chartèves und Verneuil zu überschreiten und den Surmelin-Bach zu gewinnen. Generaloberst von Boehn setzte seinen Hauptstoß zwischen Dormans und Jaulgonne an, Ziel war es gegenüber dem französischen 3. Corps (General Lebrun) einen Brückenkopf über die Marne zu erkämpfen und durch Pioniertruppen sofort Behelfsbrücken zu errichten. Über Epernay sowie südlich davon sollte die Fühlung mit der östlicher angreifenden 1. Armee hergestellt werden.
Am linken Flügel der 7. Armee im Raum Étrépilly sollte ein Scheinangriff der Gruppe Schoeler (VIII. Armee-Korps) mit der 87. und 201. Infanterie-Division die Aufmerksamkeit des Feindes bis Chateau-Thierry auf sich lenken. Nach links hatte die 10. Landwehr-Division bei Mont-Saint-Père defensiv zu bleiben. In der Mitte sollte die Gruppe Kathen (XXIII. Reserve-Korps) und die Gruppe Wichura (VIII. Reserve-Korps) mit der 10. und 36., sächsische 23. und 200. Infanterie-Division die Marne zwischen Gland und Vincelles überschreiten. Die 1. Garde-Division führte gegenüber dem französischen III. Korps (51. Division) den Hauptstoß an der Linie Dormans-Comblizy mit Schwerpunkt gegen den beherrschenden Höhenzug entlang der Straße von Dormans nach Igny. Die am linken Flügel stehende Gruppe Conta (IV. Reservekorps) hatte mit der im ersten Treffen angesetzten 37. Infanterie-Division bei Vincelles die Marne zu überschreiten und durch Flankenangriff für die rechts eingesetzte 113. Infanterie-Division die Vorbedingungen für das Überschreiten der Marne zu schaffen. Die auf den Angriff vorbereitete französische 51. und 125. Infanterie-Division konnten dem deutschen Ansturm am ersten Angriffstag nicht standhalten, doch waren mehrere deutsche Divisionen so geschwächt, dass sie nur mit Mühe die neuen Stellungen behaupten konnten. Am linken Flügel der 7. Armee sollten die Gruppe Schmettow (195., 22. und 103. Infanterie-Division) und die Gruppe Borne (50., 86. und 123. Infanterie-Division) im Montagne de Reims gegen den Abschnitt Nanteuil-la-Forêt und Bligny angreifen.
Der auf etwa 40 Kilometer Breite angesetzte Angriff der deutschen 1. und 3. Armee, mit 15 Divisionen in vorderer Linie, war rechts gegen die Marne über die Vesle und zwischen Prunay und Tahure angesetzt. Während die 1. Armee offensiv die Linie Epernay-Chalons erreichen sollte, hatte der Angriff der in der Champagne zwischen Prunay und Massiges stehenden 3. Armee die Bewegung an der linken Flanke in Richtung Südost zu decken. Die deutsche 1. Armee (Mudra), welche mit dem XV. Armee-Korps (Ilse) defensiv vor Reims verblieb, setzte das VII. und XXIV. Reserve-Korps (Gruppe Wellmann, ab 16. Juli Lindequist und Gruppe Langer) zum Angriff an, erreichte aber gegenüber der französischen 5. Armee (General Berthelot) nur geringen Geländegewinn. Der Vorstoß der deutschen 3. Armee (Einem) mit dem XII. und XVI. Armeekorps östlich von Reims begann kurz vor 5 Uhr morgens mit der üblichen Feuerwalze, welche die Infanterie folgte. In der ersten französischen Stellung wurde kaum Widerstand geleistet; ebenso mäßig war das gegnerische Artilleriefeuer. Gegen 9.00 standen die deutschen Sturmtruppen vor der zweiten gegnerischen Stellung nördlich der Orte St. Hilaire le Grand, Souain-Perthes-lès-Hurlus, Massiges. Hier wurde ersichtlich, dass die französische 4. Armee (General Gouraud) noch über gewaltige Abwehrkraft und Reserven verfügte, der deutsche Angriff kam am frühen Nachmittag endgültig zum Stehen.
Am 16. Juli wurde der Angriff bei der deutschen 7. Armee nur noch zwischen la Chapelle südlich und Marfaux, nördlich der Marne fortgesetzt. Die beiderseits Chateau-Thierry angreifende Gruppe Schoeler und Gruppe Kathen gelang im Gefecht von Château-Thierry weder ein dauerhafter Flussübergang noch ein Geländegewinn. Die bei Mézy-Moulins über die Marne gegangene deutsche 36. Infanterie-Division (Generalleutnant Arndt von Leipzig) wurde im Surmelin Valley durch einen starken Gegenstoß der 3. US-Division unter General Joseph T. Dickman zurückgedrängt. Dickmans Truppen warfen den Gegner bei Mézy-Moulins über die Marne zurück und eroberten den südlichen Teil von Crézancy zurück. Im Abschnitt der 1. Armee setzten sich die wechselvollen Kämpfe auch in der Nacht und am Vormittag fort, der befehlsmäßig um 11 Uhr beginnende neue Angriff war von vornherein aussichtslos.
Die Gruppen Wichura und Conta der 7. Armee konnten im Raum Dormans in schweren Kämpfen sechs Divisionen auf das Südufer der Marne bringen. Heftige französische Gegenangriffe trafen das XXIII. Reservekorps, der geplante Stoß des VIII. Reserve-Korps auf Igny-le-Jard wurde abgesagt, östlich davon wurde das IV. Reservekorps bei Festigny zurückgeschlagen. Am 17. Juli konnte sich nur noch der linke Flügel der 7. Armee behaupten, der dortige Brückenkopf südlich der Marne war etwa 14 km lang und 6,5 km breit. Weitere Erfolge waren aber durch das Eingreifen britischer und frischer amerikanischer Truppen nicht mehr möglich. Östlich von Chateau-Thierry verstärkte sich der Widerstand des französischen 38. Corps unter General de Mondesir. Am nächsten Tag verstärken diesen Abschnitt auch Teile der 28. US-Division (General Muir) und die französische 125. Division (General Antoine Diepold). Die südlich der Marne im schweren Kampf stehenden sechs deutschen Divisionen (1. und 2. Garde-, 23., 200., 37., 113. Division) lagen ebenso wie die Marne-Brücken unter starkem Artilleriebeschuss. Bis zum 19. Juli hatte das bei der französischen 5. Armee eingesetzte italienische II. Korps (Generalleutnant Albricci) 9.300 Mann an Verlusten. Trotzdem ließ General Berthelot zwei neu angekommene britische Infanteriedivisionen, die 51. (Highland) und die 62. (West Riding) zum Auftakt der Kämpfe um Fère-en-Tardenois direkt einen Angriff entlang des Ardre-Tal führen.

### Die französische Gegenoffensive

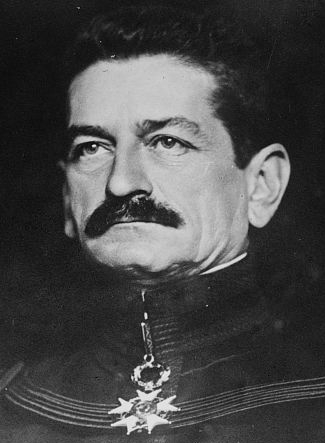
Charles Mangin, Oberbefehlshaber der französischen 10. Armee

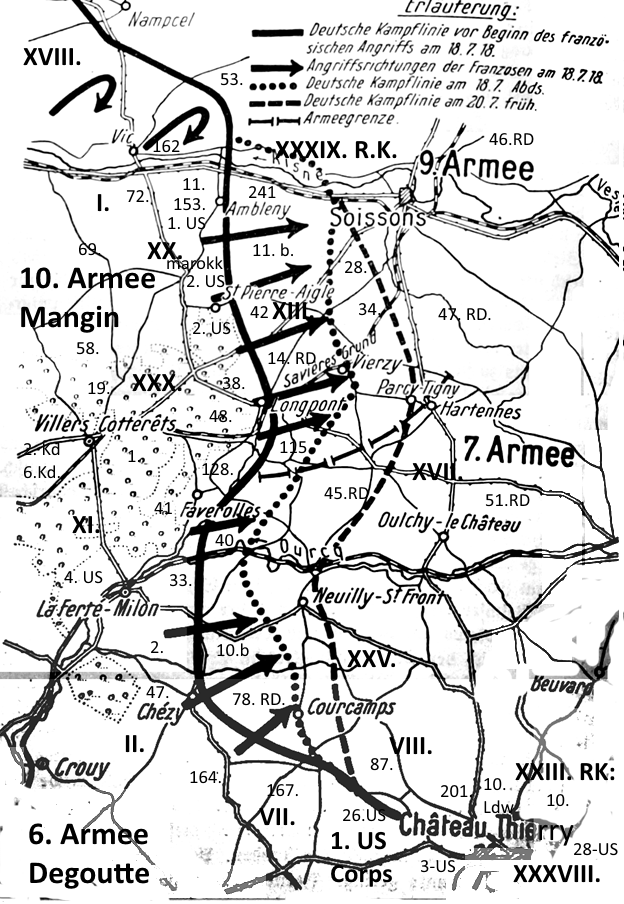
Gegenoffensive der französischen 10. Armee aus dem Wald von Villers-Cotterêts am 18. Juli 1918

Nachdem die deutsche Offensive verlustreich festgelaufen war, begannen die Alliierten am 18. Juli ihren bereits vorher geplanten Gegenangriff, an dem 24 französische, sowie mehrere britische, amerikanische und italienische Divisionen beteiligt waren. Den Hauptstoß gegen die Westseite des deutschen Frontvorsprungs führten die französische 10. und 6. Armee, die von Süden her durch die 9. Armee und aus dem Raum Epernay durch die 5. Armee unterstützt wurden.
Die auf etwa 30 Kilometer Breite ausgedehnte westliche Hauptangriffsfront, nördlich der Aisne beginnend und bis Belleau nordwestlich von Chateau-Thierry reichend, wurde mit 16 Divisionen angegriffen, 4 Infanterie- und 3 Kavallerie-Divisionen wurden dahinter als Reserve für den Hauptstoß der 10. Armee bereitgestellt. Die französische 10. Armee hatte gegen die deutsche Linien am westlichen Frontbogen in den Wäldern von Compiegne und Villers-Cotterêts mehrere hundert Renault-FT-Panzer unbemerkt zusammengezogen. Um 5.35 früh begann ohne Vorbereitung der Artillerieschlag, der sofort in die Feuerwalze überging, dem die Infanterie folgte.

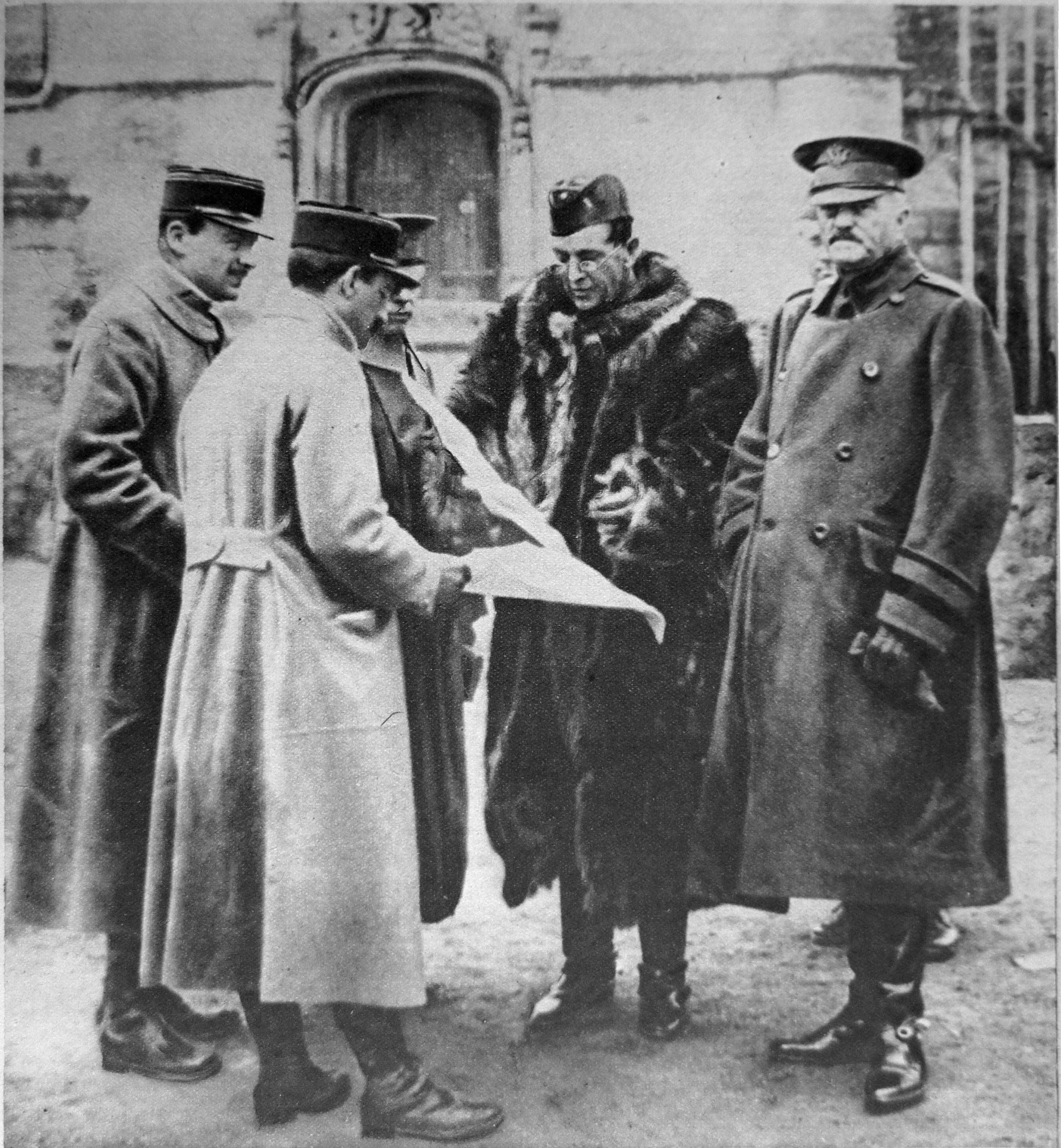
Die amerikanischen Generäle Pershing und Bullard (Mitte rechts) mit französischen Offizieren bei der Lagebesprechung

- Die 10. Armee (General Charles Mangin) eröffnete vom Westen her, aus den Raum Compiegne die Schlacht bei Soissons und griff die Stellungen der deutschen 9. Armee an, auf 24 Kilometer Front wurden 16 Infanterie-Divisionen konzentriert, dabei unterstützten 240 leichte- und 231 schwere Batterien sowie 41 Fliegerstaffeln und 375 Tanks.
- Die 6. Armee (General Jean-Marie Degoutte) stieß aus dem Raum Villers-Cotterêts gegen den Abschnitt zwischen Ourcq und Clignon vor, dabei waren 8 Infanteriedivisionen und 157 Tanks im vorderen Treffen angesetzt.
- Die neu formierte 9. Armee (General Antoine de Mitry) hatte den rechten Flügel der 6. Armee im östlich anschließenden Frontbogen freigemacht und übernahm mit dem 3. und 38. Korps zwischen Chateau-Thierry und Dormans die dortige Marne-Verteidigung, sie rang mit der südlich des Flusses stehenden deutschen Gruppe Wichura.
- Die 5. Armee (General Henri Berthelot) zog im Süden die Hauptlast des deutschen Angriffes auf sich, begann aber von Osten aus den Wäldern von Vassy und Montagne de Reims heraus, mit Gegenstößen. Das II. italienische Armeekorps (General Albricci) war gerade im Raum südlich Reims zur Unterstützung des 1. Kolonial-Korps eingetroffen.

Im Abschnitt des übergeordneten französischen XX. Korps (General Berdoulat) führte das III. US-Corps unter General Robert Lee Bullard mit der 1. und 2. Division den Hauptangriff in Richtung auf Soissons. Die dabei angegriffene Front der deutschen 241. Infanterie-Division wurde im Süden aufgerollt, am linken Flügel der Gruppe Staabs (Gen. Kdo. XXXIX. Res.K.) klaffte eine nicht unerhebliche Lücke. Die Front der südlicher anschließenden 11. bayerischen Division hielt noch stand bis auch der rechte Flügel der Gruppe Watter (Gen. Kdo. XIII. A.K.), die 42. Infanterie-Division bei Chaudun zurückgedrückt wurde. Durch die jetzt offene Nordflanke war auch die Front der südlicher folgenden Gruppe Winckler (Gen. Kdo. XXV. Res. K.) mit der 40. Infanterie-Division, der 10. bayerischen Infanterie-Division und der 78. Reserve-Division nicht mehr zu halten.
Beidseitig des Ourcq erfolgte aus dem Raum La Ferté-Milon der Angriff des französischen II. Korps (General Edme Philippot) mit der 33. und 47. Division. Dieser in Richtung auf Oulchy-le-Château zielende Vorstoß, wurde durch die 4. US-Division verstärkt und traf die Front der Gruppe Winckler bei Neuilly-Saint-Front. Am rechten Flügel der französischen 6. Armee führte das I. US-Korps unter General Liggett den Angriff aus dem Raum Gandelu-Marigny mit der 26. US-Division und der zugeteilten französischen 73. Division gegen die bei Étrépilly verteidigende deutsche Gruppe Schoeler (Gen.Kdo. VIII. A.K.).
Die zum Gegenangriff bestimmte neu eingesetzte Gruppe Etzel (Gen. Kdo. XVII. A.K.) wurde die Führung zwischen den Gruppen Watter und Winckler anvertraut. Der Schwerpunkt der gegnerischen Angriffe hatte sich wiederum gegen die Gruppe Watter gerichtet, die Höhen um Buzancy und östlich von Villemontoire wurden heftig angegriffen. Zum Gegenangriff in diesem Abschnitt wurde die aus der Reserve eingetroffene 20. Division angesetzt, die nachmittags bei Villemontoire nach Westen vorging. Südlich davon konnten die Franzosen der Gruppe Etzel die Orte Saint Remy und Villy entreißen.
Am 19. Juli musste General Staabs mit seinen Divisionen auf Soissons zurückgehen, nördlich der Aisne erfolgte der engere Anschluss an die dort verteidigende Gruppe Hofmann (Gen. Kdo. XXXVIII. Res. Korps).
Wegen der Gefahr der Abschneidung aller deutschen Verbände, die sich noch im südlichen Marnebogen befanden, beschloss Ludendorff am 20. Juli den allgemeinen deutschen Rückzug aus dem Frontvorsprung. Der am 16. Juli geschlagene südliche Marne-Brückenkopf musste wieder aufgegeben werden. Auch die intakten Stellungen der von der Gruppe Schmettow (Gen. Kdo. 65) und Borne (Gen. Kdo. VI. Res. K.) im Wald südwestlich von Reims gehaltenen Front musste gegenüber der französischen 5. Armee zurückgenommen werden.

### Verfolgungskämpfe zur Vesle und Aisne
Südwestlich von Reims begann sich ab 20. Juli auch der Angriff der französischen 5. Armee zu entwickeln, den neu eingetroffenen britischen Divisionen gelang unter schweren Verlusten die Einnahme der Waldhöhen südlich von Fort Brigny. Die französische 10. Armee hatte ihre Stoßrichtung nach Nordosten auf Soissons und die 6. Armee auf Fère-en-Tardenois geändert, die 9. Armee sollte endlich mit beiden Flügeln über die Marne gehen und die 5. Armee griff von Südosten her gegen Fismes an, wo die Verbindung mit dem rechten Flügel der 10. Armee angestrebt wurde.
Am 21. Juli konzentrierte sich der alliierte Angriff wieder mit besonderer Wucht gegen die Gruppe Watter und erreichte zwischen Noyant und Villemontoire einiges an Boden, wurde dann aber durch Gegenangriffe der deutschen 20. und 5. Division gestoppt. Die südlich davon angegriffene Gruppe Etzel mussten den Ort Plessier Huleu räumen konnte sich aber noch in ihren Stellungen behaupten.
Die Zurücknahme der deutschen 7. Armee in die erste Zwischenstellung Oulchy-la-Ville – Coincy – le Charmel – Vincelles bedeutete am 24. Juli eine erhebliche Kürzung der Front. Das nicht mehr benötigte Generalkommando des XXIII. Reservekorps wurde abgezogen, ihr bisheriger Frontabschnitt wurde vom VIII. Reservekorps mit übernommen. Am rechten Flügel der 7. Armee wurde das XIII. Armeekorps herausgezogen und durch das I. bayerisches Armeekorps (Generalleutnant von Endres) ersetzt.
Im Abschnitt des I. US-Corps war die 26. US-Division (Generalmajor C. R. Edwards) etwa 17 Kilometer vorgerückt, hatte die Dörfer Torcy, Belleau, Givry und Epieds besetzt und große Mengen an deutschem Kriegsmaterial erbeutet. Obwohl sie seit 18. Juli 5.300 Offiziere und Soldaten verloren hatte, blieb diese Division bis zum 25. Juli im Angriff.
Am 25. Juli musste das bayerische I. Armeekorps Villemontoire aufgeben, das XXV. Reservekorps räumte Oulchy-le-Château. Am 25. und 26. Juli wurde die 26. US-Division von der 42. Division (Generalmajor Charles T. Menoher) abgelöst, die, nachdem sie sich noch am 15. Juli am erfolgreichen Widerstand gegen den deutschen Angriff in der Champagne beteiligt hatte und darauf in die Region von Chateau-Thierry gebracht worden war. Vom 22. bis 25. Juli war sie an den Kämpfen um die bewaldeten Hängen verwickelt, die zum Dorf Le Charmel führten, die am Abend des 25. Juli eingenommen werden konnten.
Am 28. Juli waren die Truppen der deutschen 7. Armee vom linken Flügel des XVII. Armeekorps anfangend bis zum Generalkommando Nr. 65 und der äußerste rechte Flügel der 1. Armee ohne Nachdrängen des Gegners in die vorgesehene Linie Nordufer des Ourcq - Fère-en-Tardenois - Ronchères - Bligny zurückgegangen.
Die aufgeteilte 28. US-Division kämpfte während des Angriffs innerhalb des französischen 3. Korps und gewann dort allgemeine Anerkennung. Am 30. Juli wurde sie bei Ronchères von der 32. US-Division (Generalmajor William G. Haan) abgelöst, nachdem sie rund 7.900 Mann verloren hatte. Die 42. Division überquerte am 28. Juli den Ourcq-Abschnitt und nahm Sergy am Morgen des 29. ein.
Am 29. Juli war der neue alliierte Artillerieaufmarsch für den nächsten starken Angriff beendet. Westlich von Beugneux konnte ein Gegenstoß der Garde-Ersatz-Division einen französischen Einbruch abriegeln; bei Fere-en-Tardenois und Romigny ging aber das gesamte südliche Vorfeld verloren. In der Nacht auf dem 2. August wurde von den deutschen Truppen die Zwischenstellung südlich der Vesle von Missy über St. Gilles bis Trigny eingenommen, in der zweiten Hälfte dieser Nacht erfolgte der allgemeine Rückzug bis zur Vesle.
Am 2. August wurde Soissons durch die amerikanische 1. Division unter Generalmajor Charles P. Summerall befreit, am 3. August bezogen die deutschen Truppen ihre alten Positionen entlang der Aisne und Vesle, die sie gegen weitere alliierte Angriffe halten konnten. Am 6. August wurde die alliierte Gegenoffensive in diesem Abschnitt vorerst eingestellt.

## Folgen
Die deutschen Verluste während der Schlacht betrugen geschätzte 168.000 Mann, davon 29.000 Gefangene. Die Verluste der Alliierten beliefen sich auf 95.000 Franzosen, 16.500 Briten, 12.000 Amerikaner und 10.700 Italiener. Das Scheitern dieser letzten deutschen Offensive und die am 8. August begonnene Schlacht bei Amiens markieren den endgültigen Übergang der Initiative an die Alliierten.